# Guglielmo II d'Assia
Guglielmo II (29 aprile 1469 – 11 luglio 1509) fu langravio della Bassa d'Assia dal 1493 e langravio dell'Alta d'Assia dopo la morte di suo cugino, Guglielmo III dell'Alta Assia nel 1500.

## Biografia
Guglielmo II è anche chiamato "Guglielmo il Medio" per distinguerlo dal fratello maggiore "Guglielmo I il Maggiore", e suo cugino "Guglielmo III, il Giovane". I suoi genitori furono Ludovico II il Franco (1438–1471) e Matilde, figlia del conte Ludovico II di Württemberg.
Guglielmo II divenne langravio della Bassa Assia nel 1493, dopo che suo fratello Guglielmo I si dimise.

## Matrimoni e discendenza
Il 9 novembre 1497 Guglielmo II sposò Iolanda, figlia di Federico II di Vaudémont. Morì il 21 maggio 1500, dal matrimonio era nato un solo figlio Guglielmo (27 marzo 1500 – 8 aprile 1500). Il 20 ottobre di quello stesso anno, Guglielmo si sposò nuovamente, con Anna di Meclemburgo-Schwerin (14 settembre 1485 – 12 maggio 1525), che gli diede tre figli:
- Elisabetta (4 marzo 1502 – 6 dicembre 1557)
- Maddalena (18 luglio 1503 – settembre 1504)
- Filippo I, (13 novembre 1504 – 31 marzo 1567)

## Ascendenza
|                                 |                            |                                       | Genitori                        |  |  | Nonni |  |  | Bisnonni           |  |  | Trisnonni     |  |
|                                 |                            |                                       |                                 |  |  |       |  |  | Ermanno II d'Assia |  |  | Luigi d'Assia |  |
|                                 |                            |                                       |                                 |  |  |       |  |  | Ermanno II d'Assia |  |  | Luigi d'Assia |  |
|                                 |                            | …                                     |                                 |  |  |       |  |  | Ermanno II d'Assia |  |  |               |  |
| Ludovico I di Assia             |                            |                                       |                                 |  |  |       |  |  | Ermanno II d'Assia |  |  |               |  |
|                                 |                            | Margherita di Hohenzollern-Norimberga | Federico V di Norimberga        |  |  |       |  |  |                    |  |  |               |  |
|                                 |                            | Margherita di Hohenzollern-Norimberga | Federico V di Norimberga        |  |  |       |  |  |                    |  |  |               |  |
|                                 |                            | Margherita di Hohenzollern-Norimberga | Elisabetta di Meißen            |  |  |       |  |  |                    |  |  |               |  |
| Luigi II d'Assia                |                            | Margherita di Hohenzollern-Norimberga |                                 |  |  |       |  |  |                    |  |  |               |  |
|                                 |                            | Federico I di Sassonia                | Federico III di Meißen          |  |  |       |  |  |                    |  |  |               |  |
|                                 |                            | Federico I di Sassonia                | Federico III di Meißen          |  |  |       |  |  |                    |  |  |               |  |
|                                 |                            | Federico I di Sassonia                | Matilde di Baviera              |  |  |       |  |  |                    |  |  |               |  |
| Anna di Sassonia                |                            | Federico I di Sassonia                |                                 |  |  |       |  |  |                    |  |  |               |  |
|                                 |                            | Caterina di Brunswick-Lüneburg        | Enrico IV di Brunswick-Lüneburg |  |  |       |  |  |                    |  |  |               |  |
|                                 |                            | Caterina di Brunswick-Lüneburg        | Enrico IV di Brunswick-Lüneburg |  |  |       |  |  |                    |  |  |               |  |
|                                 |                            | Caterina di Brunswick-Lüneburg        | Caterina di Pomerania-Wolgast   |  |  |       |  |  |                    |  |  |               |  |
| Guglielmo II d'Assia            |                            | Caterina di Brunswick-Lüneburg        |                                 |  |  |       |  |  |                    |  |  |               |  |
|                                 | Eberardo IV di Württemberg | Eberardo III di Württemberg           |                                 |  |  |       |  |  |                    |  |  |               |  |
|                                 | Eberardo IV di Württemberg | Eberardo III di Württemberg           |                                 |  |  |       |  |  |                    |  |  |               |  |
|                                 | Eberardo IV di Württemberg | Antonia Visconti                      |                                 |  |  |       |  |  |                    |  |  |               |  |
| Ludovico I di Württemberg-Urach | Eberardo IV di Württemberg |                                       |                                 |  |  |       |  |  |                    |  |  |               |  |
|                                 |                            | Enrichetta di Mömpelgard              | Enrico di Orbe                  |  |  |       |  |  |                    |  |  |               |  |
|                                 |                            | Enrichetta di Mömpelgard              | Enrico di Orbe                  |  |  |       |  |  |                    |  |  |               |  |
|                                 |                            | Enrichetta di Mömpelgard              | Maria di Châtillon-Blaigny      |  |  |       |  |  |                    |  |  |               |  |
| Matilde di Württemberg-Urach    |                            | Enrichetta di Mömpelgard              |                                 |  |  |       |  |  |                    |  |  |               |  |
|                                 |                            | Ludovico III del Palatinato           | Roberto del Palatinato          |  |  |       |  |  |                    |  |  |               |  |
|                                 |                            | Ludovico III del Palatinato           | Roberto del Palatinato          |  |  |       |  |  |                    |  |  |               |  |
|                                 |                            | Ludovico III del Palatinato           | Elisabetta di Norimberga        |  |  |       |  |  |                    |  |  |               |  |
| Matilde del Palatinato          |                            | Ludovico III del Palatinato           |                                 |  |  |       |  |  |                    |  |  |               |  |
|                                 |                            | Matilde di Savoia                     | Amedeo di Savoia-Acaia          |  |  |       |  |  |                    |  |  |               |  |
|                                 |                            | Matilde di Savoia                     | Amedeo di Savoia-Acaia          |  |  |       |  |  |                    |  |  |               |  |
|                                 |                            | Matilde di Savoia                     | Caterina di Ginevra             |  |  |       |  |  |                    |  |  |               |  |
|                                 |                            | Matilde di Savoia                     |                                 |  |  |       |  |  |                    |  |  |               |  |